# Apurímac (departement)
Apurímac är ett av 24 departement i Peru. Namnet kommer av floden Apurímac som med sin djupa dalgång – den djupaste på sydamerikanska kontinenten – bildar gräns mot provinsen Cusco tills den flyter ihop med floden Pampas.

## Geografi
Apurímac har liknats vid ett veckat papper och många floder har sina källflöden här. De stora höjdskillnaderna ger upphov till ett varierat klimat.
Floden Apurímac föds i provinsen Caylloma i departementet Arequipa och är den mest avlägsna källan till Amasonfloden.

## Ekonomi
Befolkningen ägnar sig mest åt jordbruk för sitt uppehälle. Odling av potatis, majs och korn. Gruvnäringen har en stor potential som inte kommit till utnyttjande än. Vägnätet är långt men outvecklat.

## Historia
Namnet Apurímac kommer av quechuans "apu"= stor och "rimac"= talare (jfr "Lima" som är en förvanskning av samma ord).
I Sayhiute finns ett anmärkningsvärt stenblock, täckt med skulpterade figurer, som kallas stenen eller monoliten i Sayhiute. Det har mer än 200 figurer.

## Intressanta data
Urbanisationsgrad: 35,1%